# Ingrid Sattes
Ingrid Sattes (* 1961 in Schweinfurt) ist eine deutsche Schauspielerin und Psychologin.

## Leben
Sattes studierte Psychologie an der Universität Würzburg und wurde 1992 an der Universität Freiburg promoviert.
Als Schauspielerin gab sie ihr Debüt in der 1990er Jahre-Serie Kurklinik Rosenau als Dr. Schubert und war darauf in mehreren Produktionen wie Nacht der Gaukler, der Fernsehserie In aller Freundschaft, Forever Godard zu sehen sowie in Gastauftritten von Serien, wie Café Meineid, Unser Charly, Küstenwache oder Typisch Sophie.
Ihren Durchbruch erlangte sie in der Hauptrolle der Sabine Bissinger neben Charlotte Schwab in der mehrteiligen Reihe Die Biester und als Simone Thiele in Die Anstalt – Zurück ins Leben. 2004 war sie als Loubelle unter Regie von Nicolai Albrecht im Kinofilm Mitfahrer – Jede Begegnung ist eine Chance neben Jana Thies und Ulrich Matthes zu sehen.

## Filmografie
- 1995: Kurklinik Rosenau (Fernsehserie)
- 1996: Dr. Younamis' Couch
- 1996: Dr. Stefan Frank – Der Arzt, dem die Frauen vertrauen (Fernsehserie)
- 1996: Nacht der Gaukler
- 1998: Near the Center
- 2001: Die Biester (Fernsehserie)
- 2002: Die Anstalt – Zurück ins Leben (Fernsehserie)
- 2003: Unser Charly (Fernsehserie)
- 2004: Mitfahrer – Jede Begegnung ist eine Chance (Regie: Nicolai Albrecht)
- 2006: Tatort – Schlaflos in Weimar
- 2008: SOKO Wismar (Fernsehserie)
- 2020: Der Usedom-Krimi: Schmerzgrenze